# Mauro Lobo Martins Júnior
Mauro Lobo Martins Júnior é um jornalista, administrador de empresas, empresário no setor de iluminação e político brasileiro do estado de Minas Gerais. Foi deputado estadual em Minas Gerais da 12ª à 14ª legislaturas (1991 a 2003).